# Катастрофа Boeing 737 під Бейрутом
Катастрофа Boeing 737 під Бейрутом — авіаційна катастрофа, що сталася 25 січня 2010 року. Авіалайнер Boeing 737-8AS авіакомпанії Ethiopian Airlines здійснював регулярний міжнародний рейс ET409 за маршрутом Бейрут—Аддіс-Абеба, але через 5 хвилин після зльоту впав у Середземне море в 3,5 кілометрах від берега. Загинули всі 90 осіб, що перебували на його борту — 82 пасажири і 8 членів екіпажу.

## Літак
Boeing 737-8AS (реєстраційний номер ET-ANB, заводський 29935, серійний 1061) був випущений в 2002 році (перший політ здійснив 18 січня). 4 лютого того ж року був переданий ірландській бюджетної авіакомпанії Ryanair (борт EI-CSW). 12 вересня 2009 року був куплений авіакомпанією Ethiopian Airlines і отримав бортовий номер ET-ANB. Оснащений двома турбовентиляторними двигунами CFM International 56-7B27. 25 грудня 2009 року пройшов повне технічне обслуговування, ніяких технічних проблем і несправностей виявлено не було. На день катастрофи здійснив 17823 цикли «зліт-посадка» і налітав 26459 годин.

## Екіпаж і пасажири
Літаком керував досвідчений екіпаж, склад якого був таким:
- Командир повітряного судна (КПС) — 44-річний Хабтаму Бенті Негаса (англ. Habtamu Benti Negasa). Дуже досвідчений пілот, пропрацював в авіакомпанії Ethiopian Airlines 21 рік (з 27 січня 1989 року). Керував літаками DHC-6, Boeing 737—200, Boeing 757, Boeing 767 (як другий пілот) і Fokker 50 (як КПС). На посаді командира Boeing 737—800 — з 3 грудня 2009 року. Налітав 10233 години, 2488 з них на Boeing 737—800 (188 з них як КПС).
- Другий пілот — 23-річний Алула Тамерат Бейене (англ. Alula Tamerat Beyene). Недосвідчений пілот, пропрацював в авіакомпанії Ethiopian Airlines 1 рік і 9 днів (з 16 січня 2009 року). На посаді другого пілота Boeing 737—800 — з 25 червня 2009 року. Налітав 673 години, понад 350 з них на Boeing 737—800.

| Громадянство    | Пасажири | Екіпаж | Всього |
| --------------- | -------- | ------ | ------ |
| Ліван           | 51       | 0      | 51     |
| Ефіопія         | 23       | 8      | 31     |
| Велика Британія | 2        | 0      | 2      |
| Канада          | 1        | 0      | 1      |
| Франція         | 1        | 0      | 1      |
| Ірак            | 1        | 0      | 1      |
| Росія           | 1        | 0      | 1      |
| Сирія           | 1        | 0      | 1      |
| Туреччина       | 1        | 0      | 1      |
| Всього          | 82       | 8      | 90     |

Серед пасажирів на борту літака перебувала Марла П'єтон (фр. Marla Pietton), дружина посла Франції в Бейруті (за повідомленням представника співробітника посольства Франції в Лівані Енн Шарлотт (фр. Anne Charlotte)).
Також на борту літака перебувала пасажирка з Росії — 37-річна Ганна Абс, проживала в Лівані.
Всього на борту літака перебувало 90 осіб — 82 пасажири і 8 членів екіпажу.

## Катастрофа
Рейс ET409 вилетів з Бейрута в 00:10 UTC в умовах грозової активності в районі аеропорту Бейрута і вітру змінних напрямків зі швидкістю 14 км/год, набрав висоту 2743 метри і зник з екранів радара між 4 і 5 хвилиною польоту.
Авіалайнер виконував зліт в умовах штормової погоди, про що свідчить метеорологічний код для передачі зведень про фактичну погоду (METAR): OLBA 250000Z 31008KT 280V340 8000 VCTS FEW020CB SCT026 13/06 Q1014 NOSIG =.
В 00:41 UTC рейс ET409 впав у Середземне море в 3,5 кілометрах від узбережжя. Свідки катастрофи, які перебували в той момент на узбережжі, стверджували, що літак загорівся в повітрі, потім перекинувся вліво і звалився в море. Всі 90 осіб, що перебували на його борту, загинули.

### Пошукова операція
Вранці наступного дня (25 січня) влада Лівану повідомила про початок пошукової операції в 3,5 кілометрах на захід від прибережного села Наамех. Пошукові роботи велися силами ЗС Лівану з використанням вертольотів Sikorsky S-61, ВМС Лівану та Тимчасовим контингентом сил ООН в Лівані. 26 січня було знайдено тіла 24 загиблих.
За твердженням Президента Лівану Мішель Сулейман версія теракту була виключена.

## Розслідування
Наступного дня після катастрофи було оголошено, що пілоти рейсу 409 не виконували вказівки авіадиспетчера і намагалися продовжити політ через штормову зону.
Розслідуванням причин катастрофи рейсу ET409 зайнялося ліванське Міністерство громадських робіт на транспорті.
Проміжний звіт розслідування був опублікований 25 лютого 2011 року.
Остаточний звіт розслідування був опублікований 17 січня 2012 року.

## Культурні аспекти
Катастрофа рейсу 409 Ethiopian Airlines була показана в 12 сезоні канадського документального серіалу Розслідування авіакатастроф в серії Курс на смерть. Там заявлено, що причиною катастрофи стала неявна втрата працездатності пілотів, викликана недостатнім відпочинком перед польотом.